# Nepalese Burgeroorlog
De Nepalese Burgeroorlog, door maoïsten Volksoorlog genoemd, was van 1996 tot 2006 een gewapend conflict tussen maoïstische rebellen en het regeringsleger van het Koninkrijk Nepal. Het conflict heeft aan zo'n 13.000 mensen het leven gekost en leidde er uiteindelijk toe dat de monarchie werd afgeschaft en de staat een seculiere federale republiek werd.

## Voorgeschiedenis
Tot 1990 was Nepal een dictatuur waarin de koning een alleenheerschappij had. Door massale protesten werd in dat jaar een parlementaire democratie uitgeroepen. In de praktijk bleek daar echter vrijwel niets van terecht te komen. Toen er in 1996 verkiezingen waren waar de Verenigde Communistische Partij van Nepal (maoïstisch) niet aan mee mocht doen, besloot zij onder leiding van Prachanda met geweld de machthebbers te verdrijven.

## Verloop
In korte tijd kwamen grote gebieden in het westen van het land onder controle van de maoïstische rebellen. In de dichtstbevolkte gebieden bleven de regeringstroepen weerstand bieden.

### Koninklijke moordpartij
Op 1 juni 2001 schoot kroonprins Dipendra onder invloed van alcohol en andere drugs een groot deel van zijn familie (waaronder zijn vader Birendra) dood en schoot zichzelf vervolgens door het hoofd. Hoewel koning Birendra op slag dood was, overleefde Dipendra eerst nog vier dagen in coma en aldus werd hij conform de regels uitgeroepen tot koning voordat hij stierf. Dipendra's precieze motivatie is raadselachtig, al was er voordien toenemende onenigheid tussen hem en zijn ouders over zijn partnerkeuze: de Nepalese aristocrate Devyani Rani zou naar de zin van koningin Aishwarya te nauwe banden hebben met invloedrijke Indiase familieleden, hetgeen anti-Indiase sentimenten onder de Nepalese bevolking sterk zou aanwakkeren. Toen op 4 juni ook Dipendra overleed, werd zijn oom Gyanendra tot koning gekroond. Hij trachtte de grote onrust die onder het volk was ontstaan aanvankelijk te sussen door te beweren dat Dipendra's wapen (een AK-47) "per ongeluk" zou zijn afgegaan, hetgeen echter door wapenexperts werd weersproken en door veel woedende en verbijsterde burgers niet geloofd; er braken rellen uit tegen Gyanendra's kersverse heerschappij. De Nepalese bevolking reageerde aanvankelijk vol ongeloof dat Dipendra zijn naaste familieleden had vermoord, maar latere onderzoeken en getuigenverklaringen lieten daarover geen twijfel meer bestaan. Gyanendra was weinig populair, mede door zijn sterk betwijfelde verklaring van de schietpartij en vooral vanwege zijn zeer omstreden zoon Paras, die plots troonopvolger was geworden.

### Opmars maoïsten en verheviging strijd

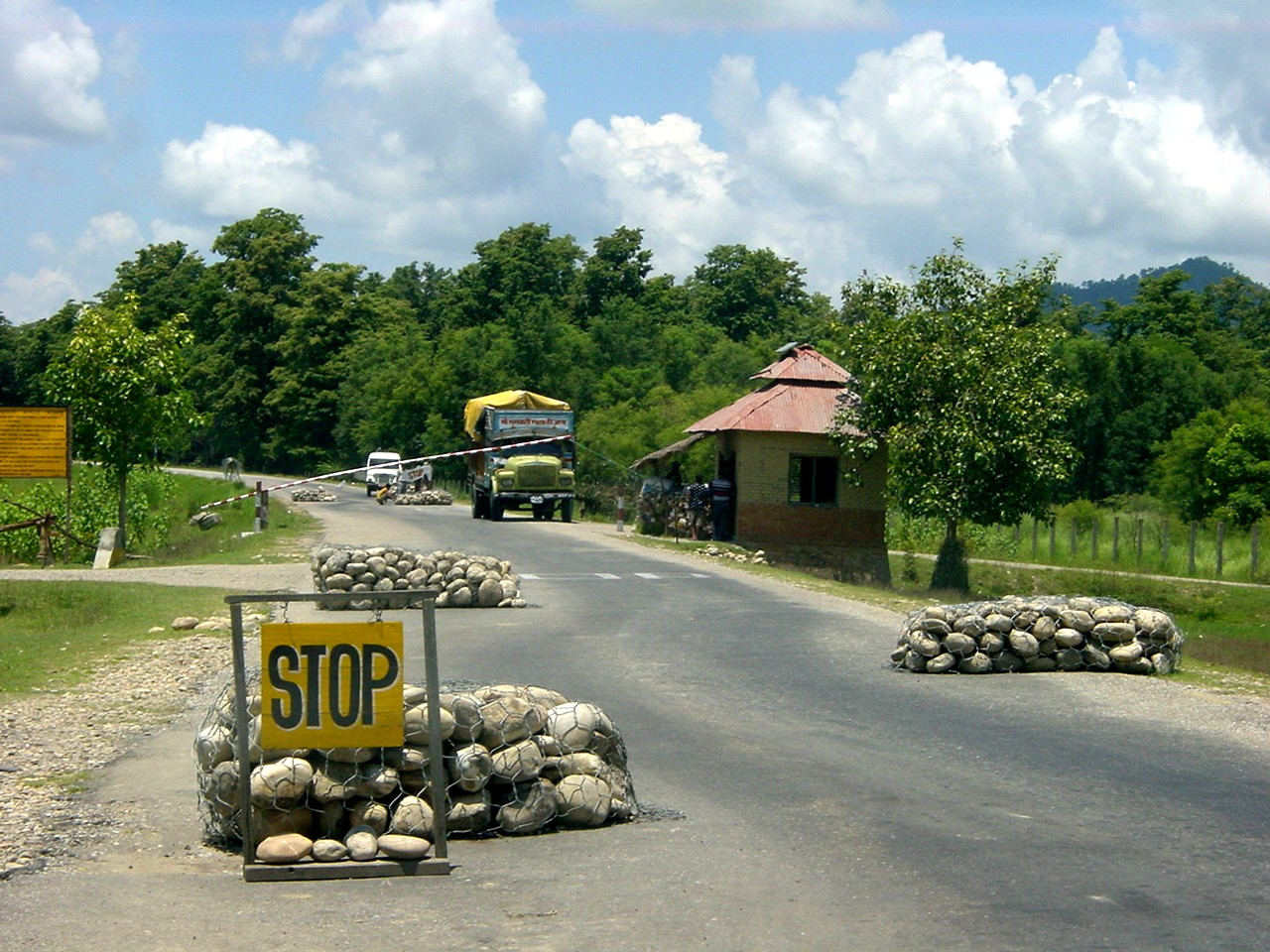
Een legercontrolepost in West-Nepal

Opmerkelijk genoeg roemden de maoïstische rebellen oud-koning Birendra in een verklaring, waarin zij de moordpartij bestempelden als een "samenzwering van conservatieve krachten", waaronder "Amerikaanse imperialisten" en "Indiase expansionisten". Met opportunistische retoriek die verschilde naargelang de doelgroep probeerden de maoïsten, die nu ook in Oost-Nepal een grote aanhang kregen, munt te slaan uit de onrust en de weerstand onder burgers tegen het bewind van de nieuwe koning, waarbij zij in korte tijd tientallen politieagenten doodden. In tegenstelling tot de inmiddels vermoorde Birendra, die de strijd zo veel mogelijk probeerde te sussen, besloot zijn broer en opvolger Gyanendra frontaal in de aanval te gaan tegen de rebellen en zette half juli 2001 voor het eerst in het conflict het leger in. In november werd bovendien de noodtoestand afgekondigd. Het gevolg hiervan was dat er zowel bij de rebellen als bij de regeringstroepen veel slachtoffers vielen. Daarnaast stegen ook de aantallen burgerslachtoffers schrikbarend. Door alle partijen werden de mensenrechten in Nepal op grote schaal geschonden.
Als gevolg van de verhevigde burgeroorlog stortte het toerisme (de enige noemenswaardige bron van inkomsten voor Nepal) volledig in. In februari 2002 doodden de maoïstische opstandelingen 129 mensen, waaronder agenten, militairen en 4 burgers in de slag om Mangalsen en een nabijgelegen vliegveld. In april, toen de maoïsten ongeveer een kwart van het land beheersten, eisten de gevechten aan weerszijden honderden slachtoffers. In mei doodden regeringstroepen dan weer meer dan 550 rebellen in een grootscheepse aanval op een maoïstisch trainingskamp in West-Nepal.

### Westerse wapenleveranties aan regeringsleger
Omdat de rebellen werden beschuldigd van terrorisme was de Nepalese regering in staat om in het buitenland wapens aan te schaffen tegen gereduceerd tarief; onder andere de Verenigde Staten en het Verenigd Koninkrijk leverden wapens aan het regeringsleger. Toen uitlekte dat de Belgische minister Magda Aelvoet (Agalev) in juli zonder medeweten van de Kamer een Nepalese order van 5500 automatische wapens aan het Waalse bedrijf Fabrique Nationale de Herstal had goedgekeurd, leidde dit tot een korte crisis in de Regering-Verhofstadt I omdat de Vlaamse regeringspartijen en twee Vlaamse oppositiepartijen de wapenleveranties in strijd achtten met een Europese gedragscode en de Belgische wapenwet. Aelvoet trad af, maar Agalev (Vlaams groen) besloot uiteindelijk in de regering te blijven nadat overeen was gekomen dat de wapenleverantie zou worden uitgesteld tot na de verkiezingen van 13 november, mits deze democratisch zouden verlopen.

### Patstelling, koninklijke machtsgreep

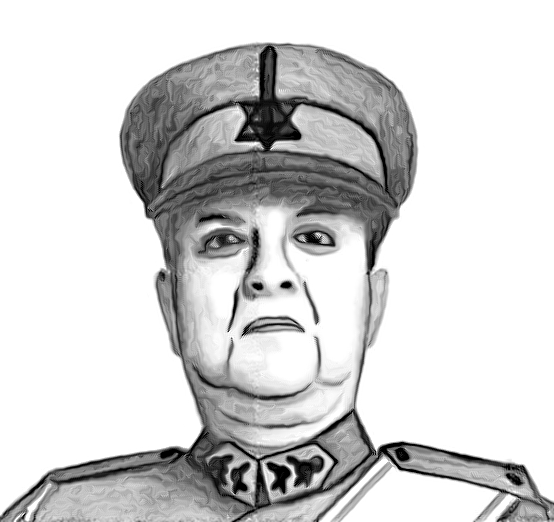
Koning Gyanendra in legeruniform

Premier Sher Bahadur Deuba ontbond in mei 2002 het parlement wegens onenigheid in de regering over het al dan niet opheffen van de noodtoestand, en schreef verkiezingen uit voor 13 november. Toen hij echter op 5 oktober besloot uit vrees voor verstoring door de maoïstische rebellen de verkiezingen uit te stellen tot 2003, werd hij ontslagen door koning Gyanendra, die daarop de macht greep, een zakenkabinet aankondigde en de verkiezingen voor onbepaalde tijd uitstelde. Aanvankelijk werd Gyanendra's besluit aanvaard door de meeste politieke partijen en door patriottische Nepalezen toegejuicht, maar de aanstelling van een kabinet vol persoonlijke vertrouwelingen en familieleden op 11 oktober verontwaardigde de gepasseerde Congrespartij en de Communistische Partij, van wie 4000 aanhangers tegen het nieuwe bewind demonstreerden. De VN boden aan te bemiddelen tussen regering en rebellen, waarmee laatstgenoemden akkoord gingen. In november 2002 werd er zwaar gevochten in de districten Gorkha, Lamjung en Jumla, waarbij tientallen doden vielen, vooral onder de maoïsten. Beide kampen boden van tijd tot tijd onderhandelingen aan, waar echter niets van terechtkwam. Op 20 december protesteerden in Kathmandu vrouwen massaal tegen het nieuwe zakenkabinet van de koning en het uitblijven van verkiezingen, vrezend voor het einde van de meerpartijendemocratie en een terugkeer naar de autocratische monarchie van vóór 1990.

### Wapenstilstand januari–augustus 2003
Eind januari 2003 werd na moeizame onderhandelingen een staakt-het-vuren bereikt tussen de maoïstische rebellen en het koninklijke zakenkabinet onder leiding van premier Lokendra Bahadur Chand: de eersten zouden hun eis tot afschaffing van de monarchie en invoering van een republiek laten varen in ruil voor niet langer "terroristen" genoemd te worden, intrekking van een opsporingsbevel van Interpol en intrekking van beloningen op hun hoofd. Terwijl de opstandige maoïsten (die inmiddels ruim de helft van Nepal hadden veroverd) en Gyanendra's autocratische zakenkabinet (dat de rest bleef regeren) voortonderhandelden, begonnen in mei 2003 in verschillende steden wekenlange protesten en rellen van studenten en in mindere mate burgers die zich zowel tegen een communistische eenpartijstaat als een koninklijke dictatuur keerden en demonstreerden voor een meerpartijendemocratie. Een premierswissel van Chand naar de iets minder koningsgezinde Surya Bahadur Thapa in juni kon de democratische oppositie noch de maoïsten bekoren. Na enkele nieuwe gewelddadigheden over en weer en een onbeantwoord ultimatum aan de regering dat zij een nieuwe grondwet diende op te stellen, zegden de maoïstische rebellen 27 augustus 2003 de wapenstilstand op. Spoedig escaleerde het conflict en binnen 20 dagen waren er alweer 138 mensen omgekomen in de strijd, hetgeen de regering noopte geen troepen naar Irak te sturen omdat het alle manschappen in eigen land nodig had tegen de maoïsten.

### Hernieuwde escalatie, maoïsten teruggedreven

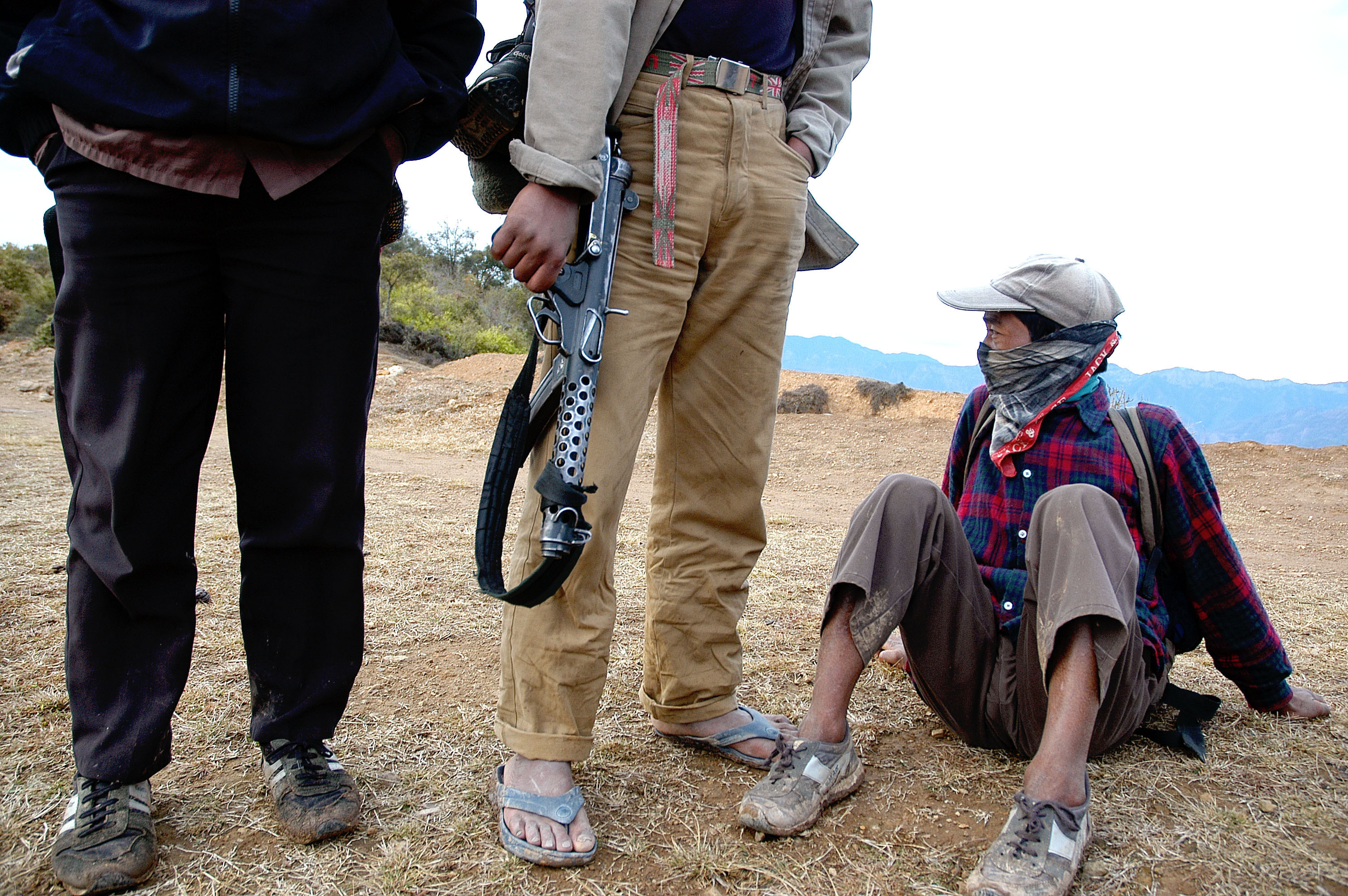
Maoïstische rebellen in Rolpa

Vijf politieke partijen sloten zich bij de democratische oppositie aan en organiseerden demonstraties tegen het regime, dat regelmatig activisten en oppositieleden liet oppakken om verzet te ondermijnen. Ondertussen rukten de maoïstische rebellen eind september op tot in de Kathmandu-vallei en riepen op tot een driedaagse algemene staking, die uit angst onder de burgers massaal werd opgevolgd, ondanks een oproep van de regering om gewoon te gaan werken. In verschillende districten eisten de maoïsten het vertrek van overheidsambtenaren, in andere vielen zij burgers aan die de staking overtraden en vooral in het oostelijke grensdistrict Panchthar vochten de rebellen met koningstroepen. Terwijl veel Nepalezen duizenden bellen rinkelden en bidden dat kinderen en scholen zouden worden gespaard van het oorlogsgeweld (zoals bomaanslagen), sloeg de regering het aanbod van buitenlandse diplomaten op bemiddeling af en zei dat het zelf wel orde op zaken zou stellen. Tussen 27 augustus en begin november kwamen meer dan 1100 mensen om in de strijd. Terwijl de burgeroorlog al een zware klap toebracht aan de grotendeels op toerisme drijvende Nepalese economie, begonnen de maoïstische rebellen in november 2003 voor het eerst toeristen te beroven. Op 5 december bood de regering geld, scholing en banen aan aan rebellen die hun wapens in zouden leveren. Na vele schermutselingen, waarbij volgens regeringsbronnen vooral rebellen werden gedood, bestormden honderden tot meer dan duizend maoïsten begin maart 2004 met raketwerpers en semiautomatische geweren een telecommunicatiecentrum in Bhojpur, waarmee alle telefoonverbindingen in en met het district werden verbroken. Ook voerden zij aanvallen uit op een politiebureau, een kazerne en een bank, mogelijk als afleidingsmanoeuvre. Het dodental van de acties was 91. Volgens kolonel Deepak Gurung doodde het leger op 21 maart maar liefst 500 rebellen en verwondde er 200 toen zij een politiepost, legerbarakken en een regionaal bestuurscentrum in Beni aanvielen; aan regeringszijde zouden slechts 7 politieagenten en 11 soldaten zijn gesneuveld.

### Heropleving democratische beweging

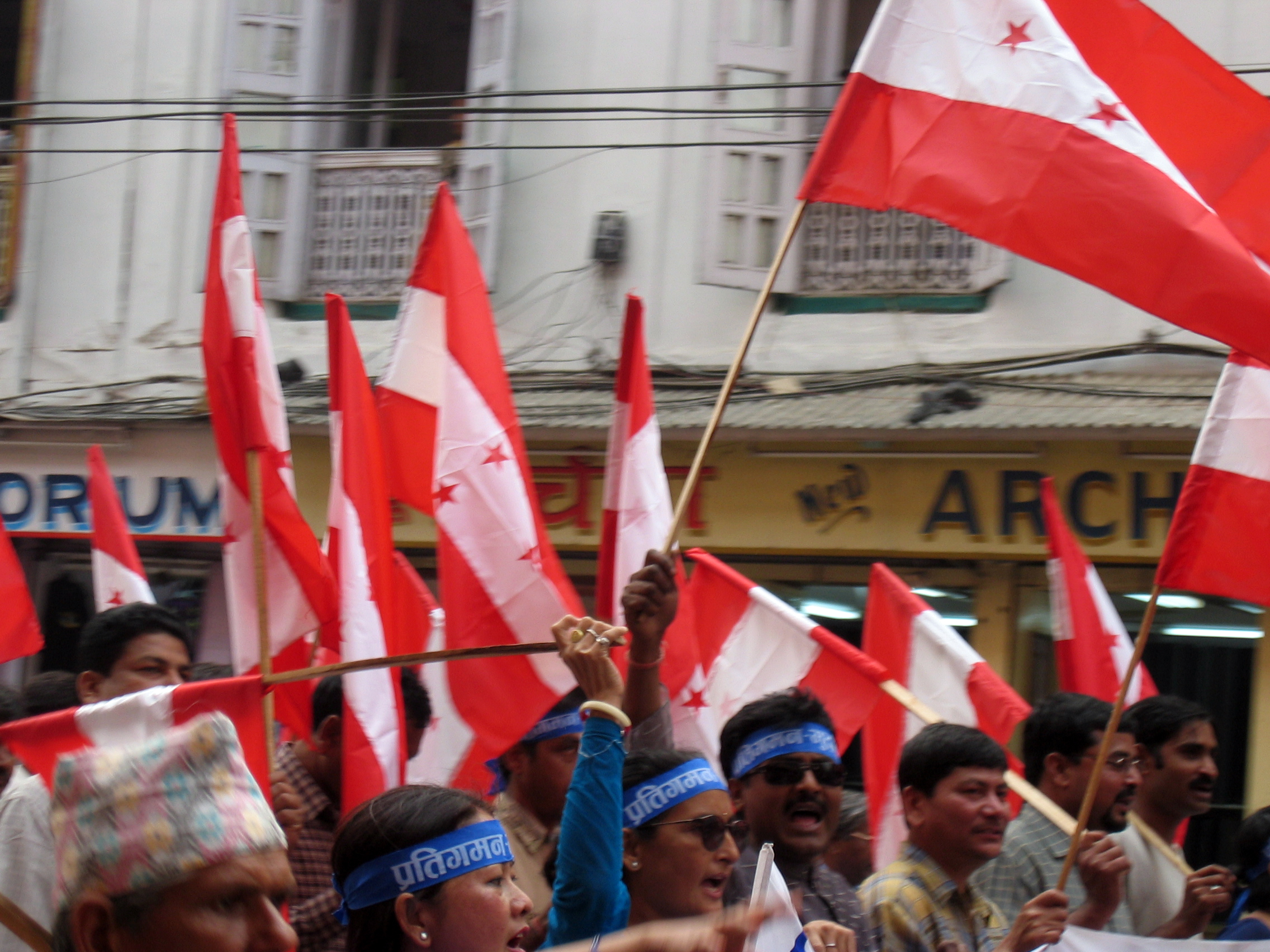
Pro-democratische betogers in Kathmandu (april 2004)

In april deden in Kathmandu tienduizenden betogers mee aan demonstraties tegen de koning, georganiseerd door de oppositiepartijen, om het herstel van de democratie te eisen. Op 15 en 16 april pakte de politie 3000 tot 7000 demonstranten op, onder wie een oud-premier. Amnesty International drong aan op een einde van de massa-arrestaties omdat het meende dat "veiligheidsmaatregelen" werden misbruikt om burgers hun "legitieme vrijheid van politieke meningsuiting" te ontnemen. Op 3 mei ontaardde een nieuwe betoging voor democratie in rellen toen de leiders van de twee grootste partijen, Girija Prasad Koirala (Congrespartij) en Madhav Kumar Nepal (CPN(UML)), werden opgepakt. Bij stenen gooien tussen politie en demonstranten raakten meer dan 80 mensen gewond, terwijl 2000 betogers werden opgepakt. Toen de protesten bleven aanhouden, trad premier Thapa op 7 mei af. De tienduizenden betogers bleven eisen dat Gyanendra met hen zou onderhandelen over herstel van de democratie en stelden een tweedaagse staking in, maar de koning bleef hen negeren.

### Blokkade van Kathmandu

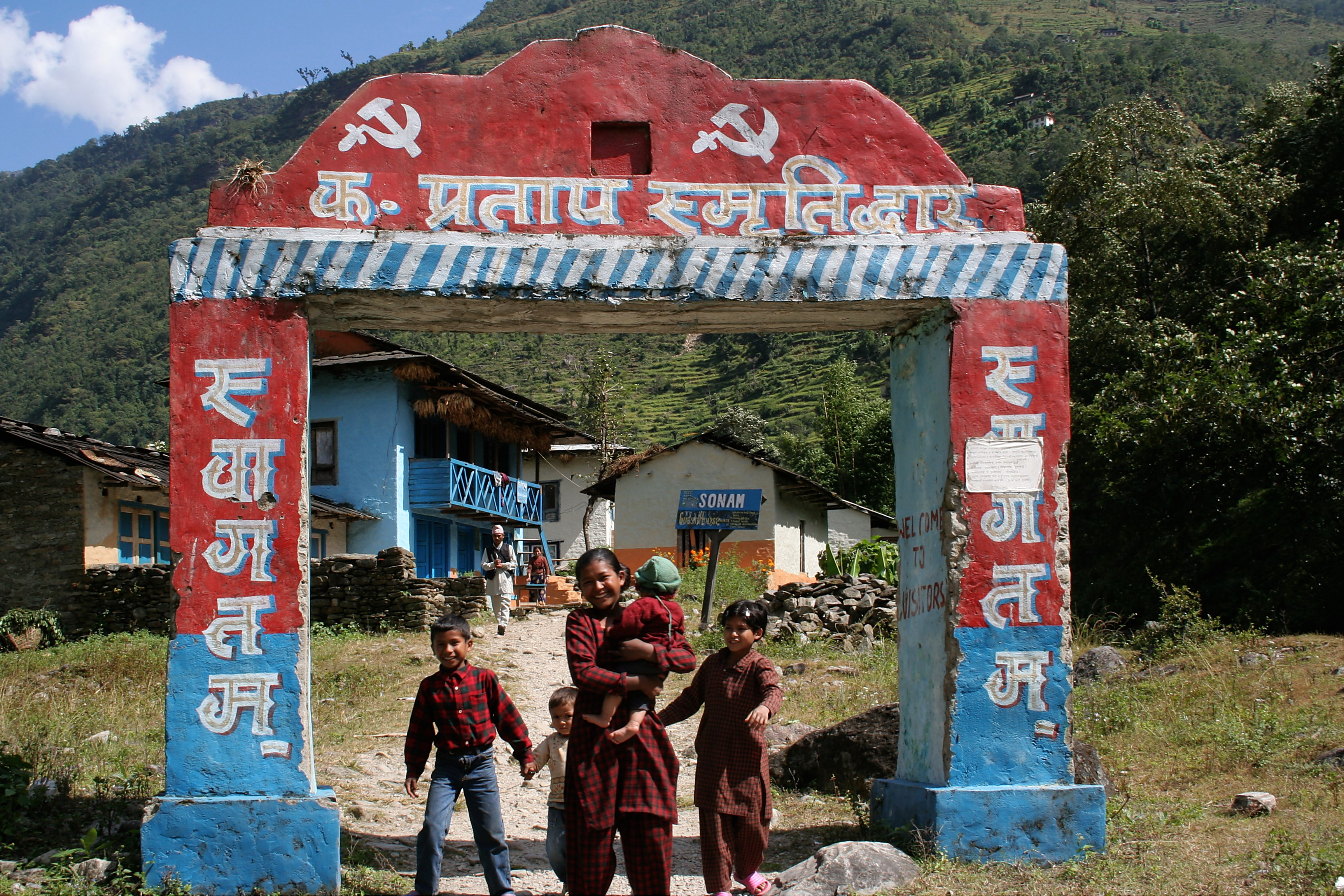
Een door maoïsten beheerst dorp

Ondertussen begonnen de maoïstische rebellen, die in 9 maanden strijd teruggedrongen waren tot ongeveer een kwart van het Nepalese grondgebied met Rukum als machtscentrum, aan een nieuwe opmars. Hoewel ze werden verafschuwd om hun buitensporige geweld en terreur, nam hun populariteit toe doordat zij een verbod instelden op polygamie, kinderhuwelijken, alcohol en hekserij, het land van grootgrondbezitters afnamen en herverdeelden onder de (doorgaans arme) boeren (80% van de Nepalese bevolking) en nieuwe infrastructuur aanlegden zoals bergwegen, betonnen bruggen en waterpijpleidingen. In juli ontvoerden de rebellen 50 schoolkinderen en 12 leerkrachten, maar lieten hen twee dagen later weer vrij. Naar verluidt deden zij zulke massa-ontvoeringen al vaker om kinderen, scholieren of studenten "na enkele dagen van communistische indoctrinatie" weer vrij te laten en zo de publieke opinie te beïnvloeden, hetgeen vooral slaagde op het arme platteland. Ook deden zij verschillende (bom)aanslagen in en rond Kathmandu, signalerend dat Gyanendra's harde militaire aanpak van de maoïsten niet leek te werken. Op 18 augustus blokkeerden de rebellen voor onbepaalde tijd de vier toegangswegen naar Kathmandu –waarmee de hoofdstad (1,5 miljoen inwoners) praktisch was omsingeld en niet kon worden bevoorraad– om vrijlating van rebellenleiders en activisten en een onderzoek naar vermoorde of "verdwenen" strijdmakkers te eisen. Vice-premier Bharat Mohan Adhikary beweerde dat de stad het wel tien weken kon uithouden (hoewel prijzen van levensmiddelen fors stegen), maar omdat geen van beide partijen de andere kon verslaan, men moest onderhandelen. Ondertussen vielen meer dan duizend maoïsten overheidsgebouwen in Jumla aan, waar zes uur lang werd gevochten, verschillende bommen ontploften, een militair omkwam en zes agenten werden ontvoerd. De maoïstische guerrillero's hieven op 25 augustus de blokkade op, naar eigen zeggen op aandringen van Nepalese burgers, zakenlieden en mensenrechtenactivisten, volgens de vice-premier onder druk van landen als de Verenigde Staten, India en China die de rebellen tot onderhandelingen zouden hebben bewogen.

### Mislukte onderhandelingspogingen augustus 2004–januari 2005
Op 22 september demonstreerden duizenden mensen in de hoofdstad voor vrede en tegen geweld door zowel de regering als de rebellen; laatstgenoemden sloegen al wekenlang aanboden tot onderhandelen af omdat de regering weigerde de VN erbij te betrekken. Premier Sher Bahadur Deuba stelde de maoïstische rebellen eind november een ultimatum om vóór 13 januari 2005 over vrede te komen praten, anders zou de regering een militair offensief inzetten en nieuwe parlementsverkiezingen houden. Volgens Deuba is voor de regering nu alles bespreekbaar, zoals een nieuwe grondwet, het niet langer stigmatiseren van de maoïsten als "terroristen" en het garanderen van hun veiligheid. Gevechten gingen door in onder meer Banke, Bardia (West-Nepal) en Urlabari (Morang). Half december doodden de maoïsten, die de vrijlating van medestrijders eisten en dreigden de verkiezingen te verstoren, in verschillende aanslagen 80 mensen, blokkeerden Kathmandu opnieuw (deze keer gedeeltelijk) en riepen op tot een tweedaagse staking, die uit angst voor geweld massaal werd opgevolgd: het verkeer lag stil en scholen werden gesloten. Terwijl in gevechten tussen leger en rebellen 34 doden vielen, bracht de koning een bezoek aan India om steun te vragen. Begin januari 2005 zei het leger in het zuidwesten 150 maoïsten te hebben gedood. Het ultimatum liep af zonder dat de rebellen erop ingingen, waarop premier Deuba zei de verkiezingen in april te zullen doorzetten, ook al gaf hij toe dat het overbelaste leger niet in staat was om de opstand te verslaan. Een week later lokten maoïstische rebellen een legercontingent, dat in Ilam landmijnen van rebellen aan het ruimen was, in een hinderlaag en doodden minstens 24 soldaten.

### Nieuwe koninklijke machtsgreep, Zevenpartijenalliantie

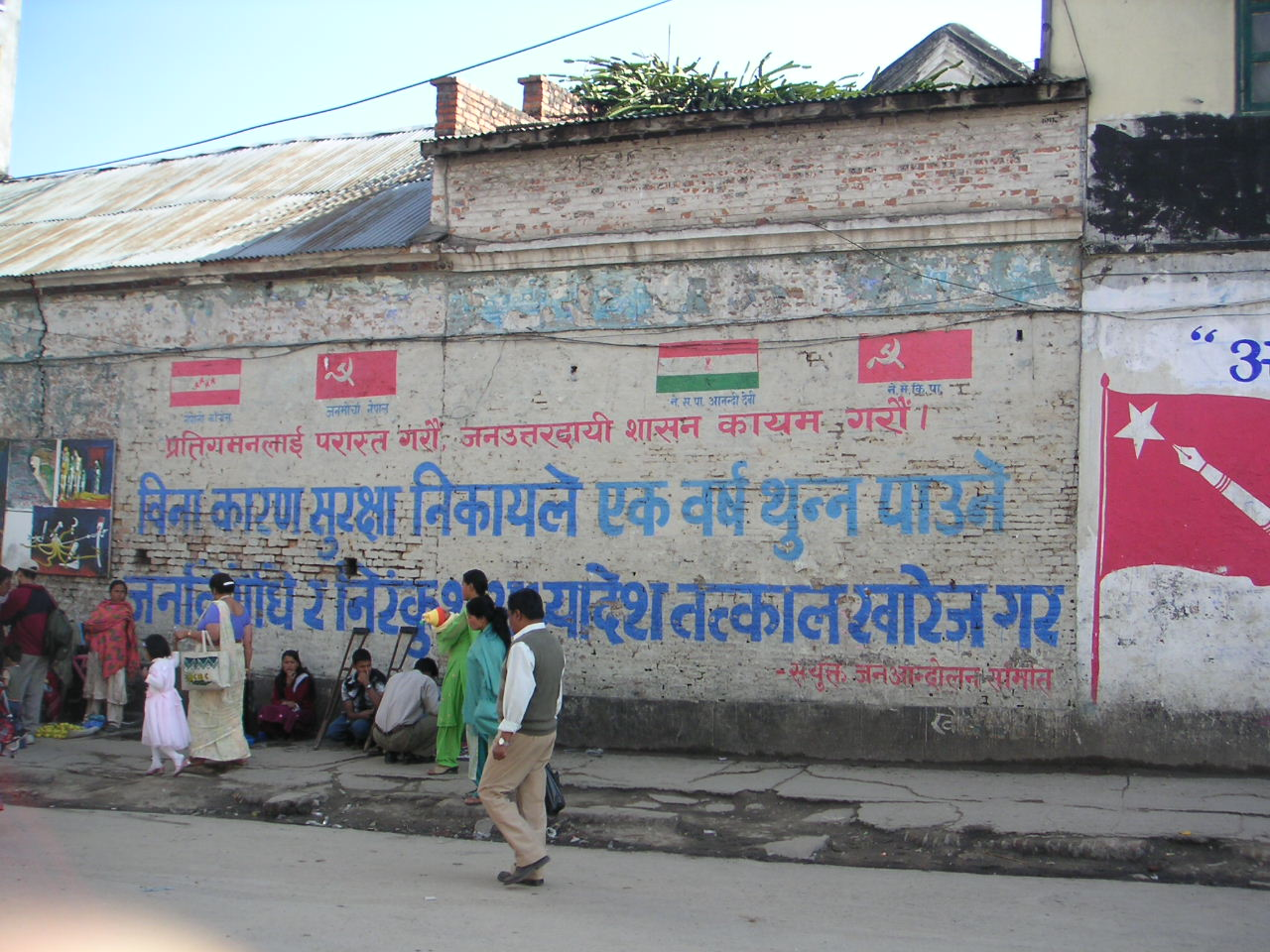
Pro-democratische slogans 2005

Gefrustreerd dat de onderhandelingen weer niets hadden opgeleverd, ontsloeg koning Gyanendra de regering van Deuba opnieuw, kondigde noodtoestand af en pleegde weer een staatsgreep, zodat de verkiezingen nogmaals werden uitgesteld. In de 2,5 maand daarna volgde strenge militaire censuur van alle binnenlandse media en werden meer dan drieduizend politieke tegenstanders van het regime opgepakt en vaak gemarteld. Vermoedelijk onder druk van vooral India, de Verenigde Staten en het Verenigd Koninkrijk was tegen eind april ongeveer twee derde van de gevangenen waaronder oud-premier Koirala weer vrijgelaten. Het nieuwe door de koning geleide kabinet zocht kort de dialoog met de rebellen, maar al snel militariseerde het regime en werd de strijd in alle hevigheid hervat. De maoïsten trachtten door opnieuw de hoofdstad te blokkeren de parlementaire oppositie en burgerbevolking aan te zetten tot een massale opstand tegen de monarchie, maar dezen weigerden met de rebellen samen te werken zolang zij geweld gebruikten. Een maoïstische oproep voor een tweedaagse staking werd genegeerd omdat deze door de censuur de burgers nauwelijks bereikte. Op 5 mei begonnen de zeven democratische oppositiepartijen besprekingen voor de Zevenpartijenalliantie om samen een einde te maken aan de autocratische monarchie. Nadat de staat van beleg eind mei werd opgeheven, organiseerden de zeven grote politieke partijen een demonstratie voor het herstel van de democratie en vrijlating van politieke gevangenen, waaraan 10.000 betogers deelnamen. Op 20 juni riep de Zevenpartijenalliantie de rebellen op om geweld af te zweren en zich aan te sluiten bij de vreedzame democratische beweging tegen de koning. Een factie binnen de maoïstische beweging onder leiding van Bhattarai, Ashok en Rahul die toenadering wilde zoeken tot de parlementaire oppositie, werd enkele maanden geschorst door partijleider Prachanda, die streefde naar een militaire overwinning. De oppositiepartijen wilden pas praten met de rebellen als zij het geweld zouden staken. Nadat de dissidente factieleden weer werden toegelaten in juli 2005, zocht de oppositie toenadering tot de rebellen op voorwaarde dat zij een sfeer van vertrouwen kunnen wekken voor onderhandelingen. De oorlog woedde echter bloedig voort in augustus. Door propaganda van weerszijden was moeilijk te verifiëren hoeveel slachtoffers er vielen in de slag om Tilli in Kalikot: de rebellen claimden zeker 159 Nepalese militairen te hebben gedood en 50 krijgsgevangenen te hebben gemaakt, maar het leger ontkende dat en zei dat slechts één soldaat was omgekomen. Anonieme regeringsfunctionarissen meldden echter wel dat enkele tientallen militairen sinds het uitbreken van de gevechten werden vermist. Na een grote zoekactie van het leger werd bekend dat minstens 40 militairen waren geëxecuteerd door de rebellen, vermoedelijk na marteling.

### Akkoord tussen oppositie en rebellen

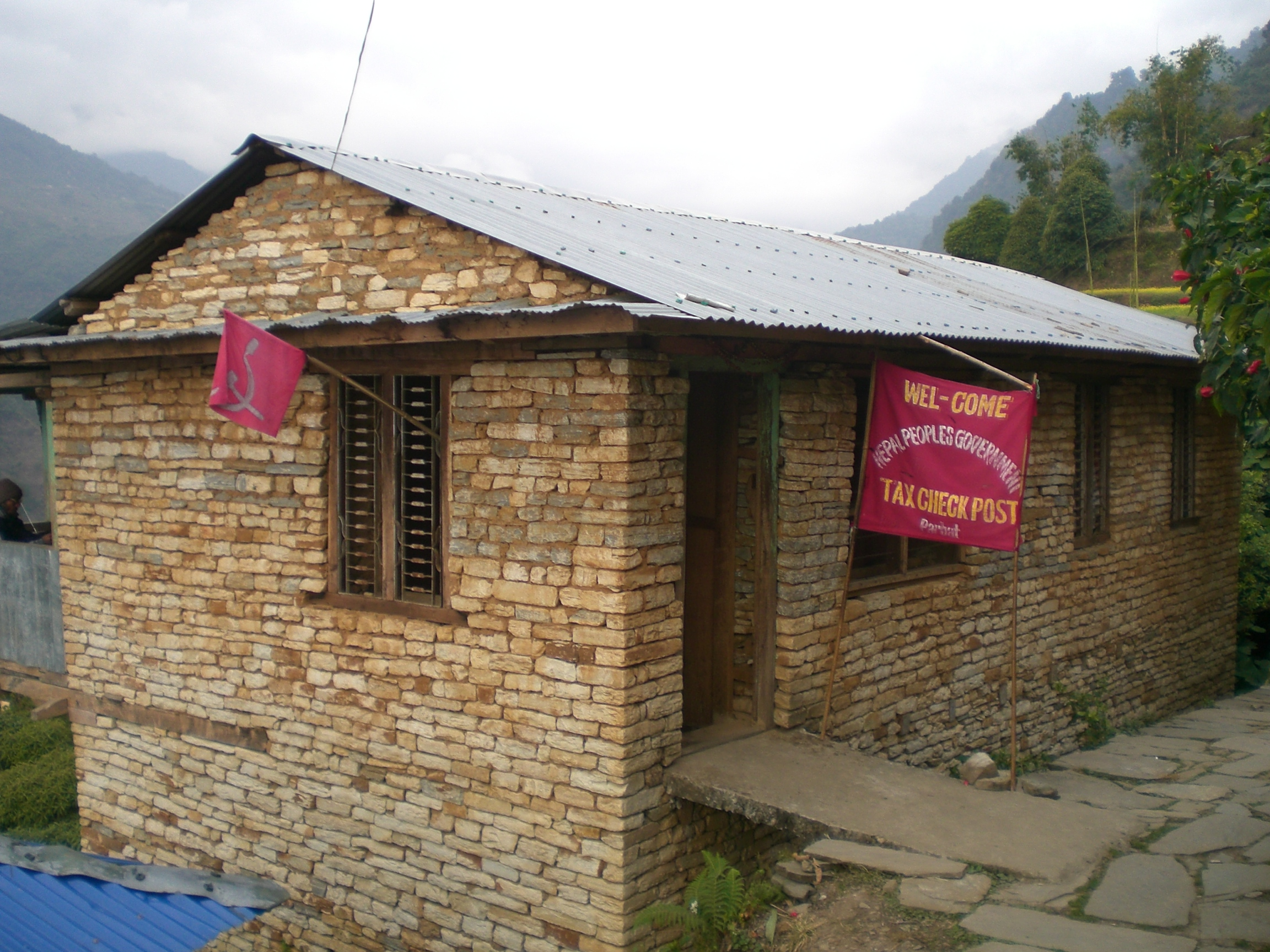
Maoïstische controlepost 2006

Op 3 september kondigden de communisten een eenzijdig staakt-het-vuren af voor drie maanden voor vredesbesprekingen, hetgeen werd toegejuicht door de coalitie van oppositiepartijen. De volgende dag hield de oppositie een demonstratie voor democratie met 5000 deelnemers; de politie greep in met traangas en wapenstokken en verwondde en arresteerde tientallen betogers. Een dag later werden ze allemaal weer vrijgelaten. Sinds 4 september werd er echter elke dag gedemonstreerd. Op 16 september werden ongeveer 200 mensen opgepakt van duizenden die tegen de machtsgreep van de koning betoogden en ook 87 journalisten die elders in Kathmandu voor persvrijheid demonstreerden. Op 21 september verklaarde minister Ramesh Nath Pandey van Buitenlandze Zaken tegenover de Algemene Vergadering van de Verenigde Naties dat er in april 2006 gemeenteraadsverkiezingen zouden plaatsvinden en binnen twee jaar parlementsverkiezingen en beweerde dat men niet hoefde te twijfelen aan de democratische gezindheid van koning Gyanendra. De volgende dag vertoonde Gyanendra zich voor het eerst sinds zijn coup in februari in het openbaar in Kathmandu, waar hij op met bloemen en vaandels versierde straten, streng bewaakt door honderden soldaten en agenten, werd toegejuicht door duizenden koningsgezinde burgers. Enkele dagen later vonden er twee incidenten plaats waarbij zes maoïstische rebellen werden gedood, waarop rebellen honderden burgers (dorpelingen, leerlingen en onderwijzers) ontvoerden.
Ondanks deze en andere kleine incidenten en de verklaring van het regime dat het de wapenstilstand wantrouwde, hield het staakt-het-vuren stand. Rebellenleiders en oppositieleiders onderhandelden steeds intensiever over een vreedzame oplossing van de burgeroorlog en de toekomstige staatsvorm. Hierbij werd in november vaak in India onderhandeld, dat het officieel ontkende omdat het de maoïsten als "terroristen" bestempelde, maar dat de besprekingen plaatsvonden was een publiek geheim. Eind november maakte de coalitie van zeven oppositiepartijen en de maoïstische rebellenbeweging een gemeenschappelijke 12-puntenagenda bekend, waarin een einde aan de 'autocratische monarchie' stond. Analisten meenden dat er waarschijnlijk gedoeld werd op een ceremonieel koningschap, maar het was bekend dat ook onder de parlementaire oppositie het republicanisme sinds de koninklijke machtsgreep sterk was toegenomen. Op 1 december trachtten de VN, de EU en de oppositie het regime –volgens welke de rebellen het staakt-het-vuren enkel gebruikten om hun positie te versterken– te bewegen om zich bij de wapenstilstand aan te sluiten en de rebellen om het te verlengen. Op 2 december verlengde Prachanda het eenzijdige bestand met een maand op dringend verzoek uit binnen- en buitenland. Het leger wees het verzoek echter af; generaal Pyar Jung Thapa zei op 5 december dat de maoïsten de mensenrechten waren blijven schenden door kindsoldaten te werven, familieleden van militairen te bedreigen en burgers te ontvoeren.

### Laatste oorlogsfase

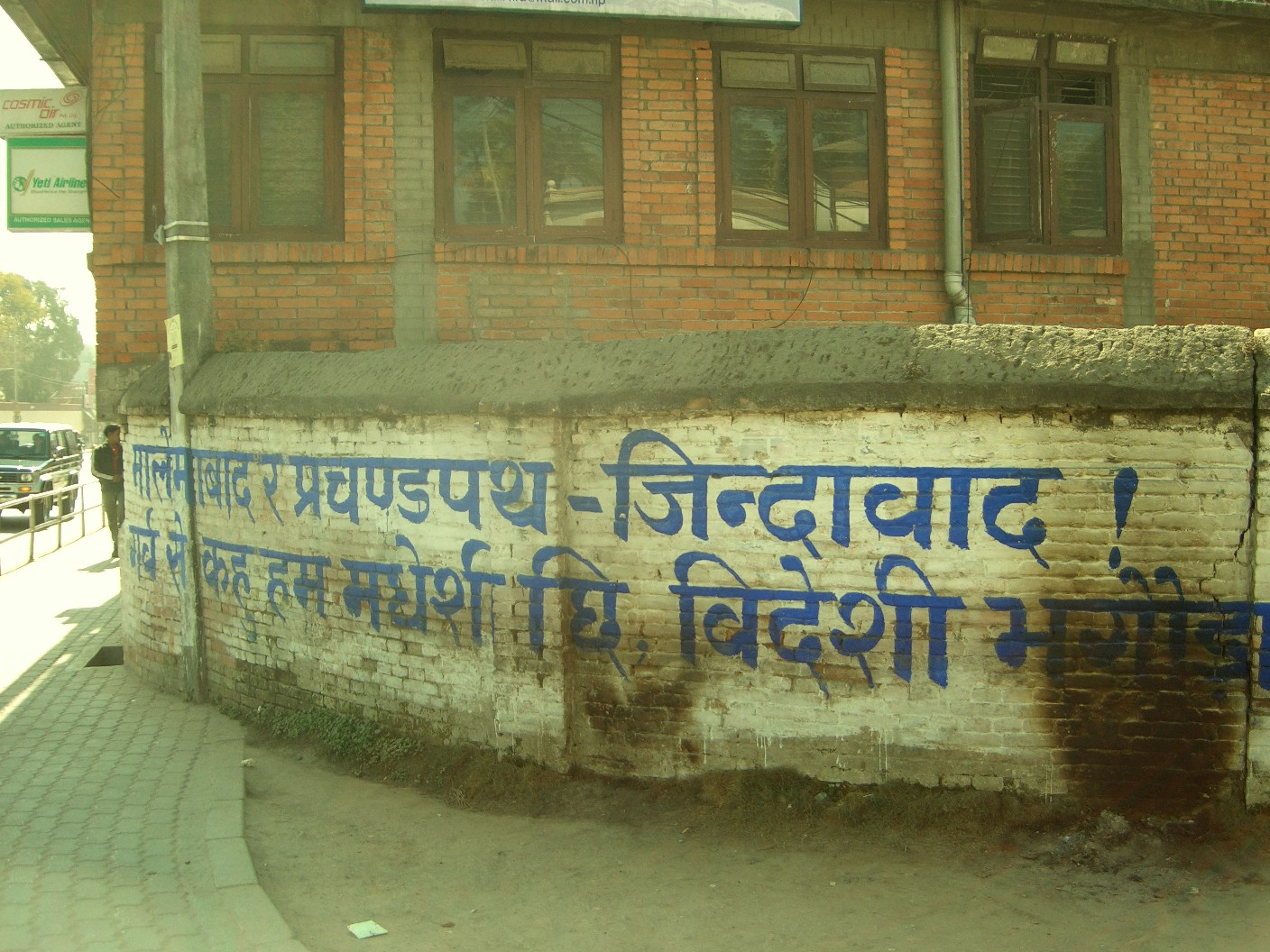
Graffititekst in Kathmandu (2006): 'Leve het Marxistisch–Leninistisch–Maoïstisch en Pachandra-pad.'

Op 2 januari 2006 zegden de maoïsten het bestand op, volgens Prachanda, de Congrespartij en de marxistisch-leninistische communisten omdat de regering de rebellen daartoe had gedwongen en zij zichzelf dienden te verdedigen. Andere partijen en de Nationale Mensenrechtencommissie hadden echter opgeroepen om het bestand te verlengen. Enkele uren na de opzegging werden op drie plaatsen in West-Nepal met explosieven aanslagen gepleegd op overheidsgebouwen. De rebellen, die verklaarden de voor 8 februari geplande gemeenteraadsverkiezingen te verstoren, dreigden hun parlementaire bondgenoten weer te verliezen. Niettemin leken de maoïsten deze keer toch massaal de sympathie van democratisch gezinde burgers te hebben verworven: toen het leger in gevecht 10 opstandelingen doodde, leidde dit tot een golf van verontwaardiging. Op een demonstratie georganiseerd door de zeven oppositiepartijen in de zuidelijke stad Janakpur kwamen op 12 januari meer dan 100.000 of zelfs meer dan 150.000 mensen opdagen, die tegen de koning protesteerden en opriepen tot een boycot van de verkiezingen. Op 26 januari werd er een algehele staking gehouden –voor het eerst op initiatief van de politieke oppositie– terwijl rellen tussen antikoningsbetogers en oproerpolitie woedden, waarbij honderden arrestaties plaatsvonden, en de maoïstische opstandelingen voortstreden. Oppositie en rebellen voerden campagne tegen de gemeenteraadsverkiezingen, omdat die de machtsgreep van de koning enkel zouden legitimeren en de schijndemocratie in stand houden. De maoïsten bedreigden politici om zich niet verkiesbaar te stellen en pleegden geweld tegen kandidaten. Eind januari zochten sommige kandidaten bescherming in speciaal voor hen opgezette politiekampen, maar voor meer dan de helft van de 4.146 lokale posten in het hele land had niemand zich verkiesbaar gesteld. De verkiezingen op 8 februari gingen door, maar hadden een zeer lage opkomst (iets meer dan 20%) en werden zowel vreedzaam verstoord door de oppositie als gewelddadig door de rebellen. Het doodschieten van een antiverkiezingsbetoger door het leger in Dang ontlokte de volgende dag in Kathmandu een demonstratie van duizenden mensen.
Half februari opende het leger met helikopters en grondtroepen een nieuw offensief tegen de maoïsten in het zuidwesten. Ondertussen oordeelde het Hooggerechtshof van Nepal dat een door de koning ingestelde anticorruptiecommissie, die vooral gebruikt werd om tegenstanders uit de weg te ruimen, ongrondwettelijk was, ontbonden moest worden en verscheidene politici moesten worden vrijgelaten. Amnesty International riep op tot sancties tegen het regime. Anderzijds concludeerde Human Rights Watch dat de maoïsten tijdens het bestand van eind 2005 duizenden kinderen had ontvoerd, geïndoctrineerd en een deel van hen tot kindsoldaat geronseld. De maoïsten ontkenden "kindsoldaten" te rekruteren, maar HRW wierp tegen dat zij wel degelijk minderjarigen inzetten voor hand-en-spandiensten en, zodra ze oud genoeg waren, hen voor de strijd trainden. Ondertussen bleven gevechten vele tientallen levens eisen. Na zes dagen braken de maoïsten eind maart hun hernieuwde blokkade van Kathmandu op op verzoek van de oppositie, die meende dat daardoor vooral gewone burgers werden geraakt en niet het regime. De rebellen en oppositiepartijen stemden twee voor begin april geplande stakingen op elkaar af.

## Afloop en nasleep

### Algehele staking en protesten

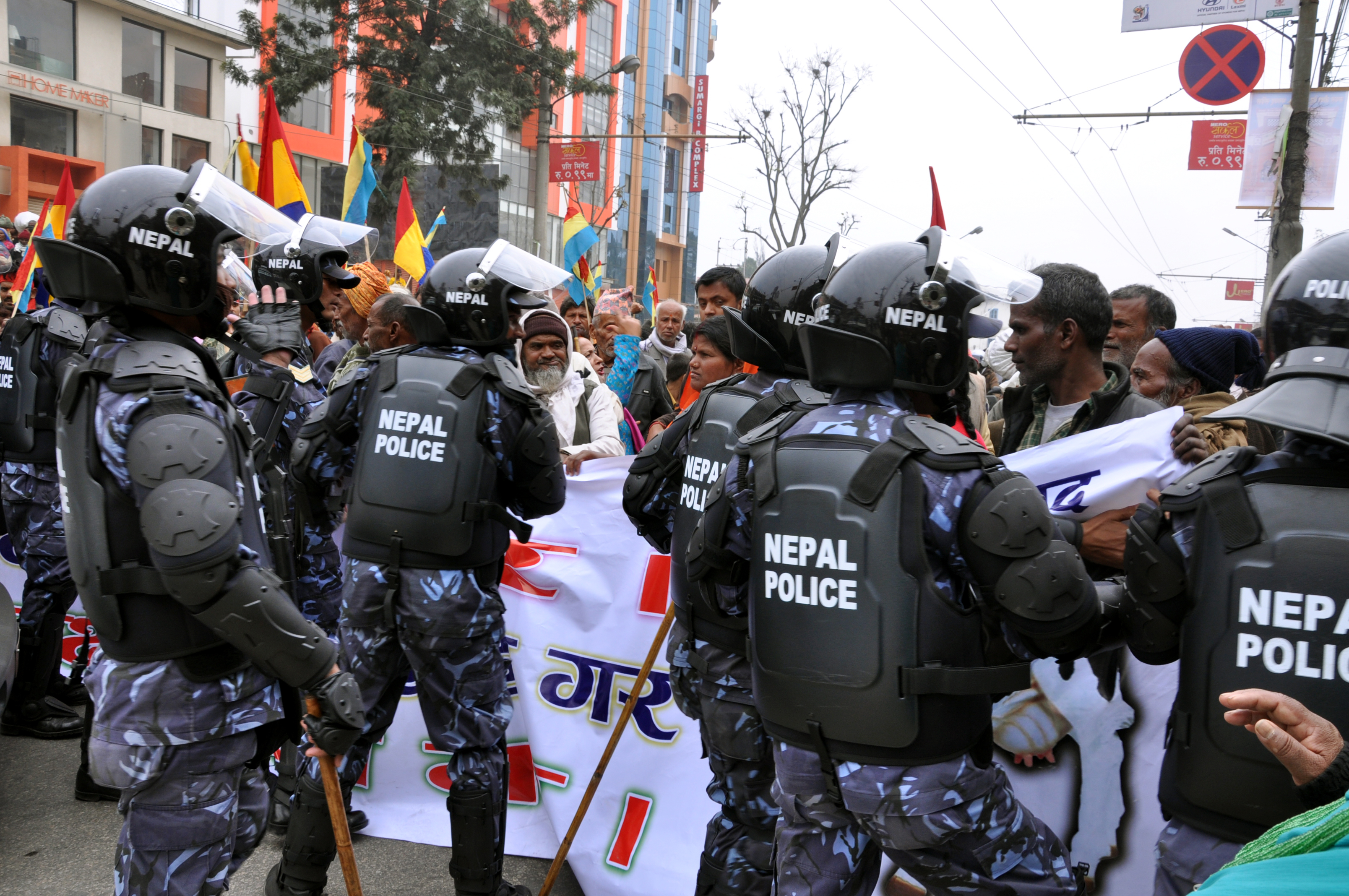
Democratieprotesten in 2006

Van 6 tot en met 9 april vond er een landelijke staking plaats, georganiseerd door de oppositie met steun van de maoïsten. Uit voorzorg waren bijna alle politieke leiders opgepakt door de politie en werd een uitgaansverbod afgekondigd. Er volgden desondanks grote republikeinse betogingen en rellen in Bharatpur (waar zes overheidsgebouwen in brand werden gestoken), Pokhara en Kathmandu, waarbij drie demonstranten werden gedood, een onbekend aantal gewond en zeker achthonderd opgepakt. De laatste dag maakte de oppositie bekend de staking, waar voor het eerst ook massaal arbeiders en kleine ondernemers aan meededen, voor onbepaalde tijd te verlengen. Onder meer de Verenigde Staten, de Europese Unie, Japan en India veroordeelden de strenge repressie van de oppositie door het regime. Er werd met scherp geschoten en de koning bood verkiezingen en onderhandelingen, maar de oppositie liet zich niet vermurwen en eiste een nieuwe grondwet waarin de rol van de koning drastisch zou worden beperkt. Na twee weken ontstonden er voedsel- en brandstoftekorten in de steden, maar de protesten waren alleen maar verder aangegroeid. Op 20 april deden honderdduizenden betogers mee aan een demonstratie, waar ook overheidspersoneel en vertegenwoordigers van de grote industrieën aan deelnamen; alle vliegtuigen van privéluchtvaartmaatschappijen bleven aan de grond. Politie en leger schoten met scherp op demonstranten, doodden er minstens 3 en verwondden er meer dan 40. Volgens ruwe schattingen waren er de volgende dag, 21 april, in totaal vier miljoen mensen, een zesde van de bevolking, betrokken bij vreedzame demonstraties door het hele land. Die dag deed de koning in een rechtstreeks uitgezonden televisietoespraak een aanbod om "de macht weer aan het volk te geven" en de oppositie een regering te laten vormen. De belangrijkste eisen om het ontbonden parlement te herstellen en een grondwetgevende vergadering te vormen die een constitutie opstelt die het koningschap ceremonieel zou maken of geheel afschaffen, werden echter niet ingewilligd. Dit tot onvrede van de verenigde oppositie, van wie velen het onmiddellijke aftreden van Gyanendra en een republiek eisten. Ondertussen was het dodental opgelopen naar 14, met nog vele tientallen gewonden, terwijl de autoriteiten een nieuw uitgaansverbod invoerden en waarschuwden met scherp te schieten op overtreders. Op 22 april overlegden de oppositieleiders over het voorstel, hetgeen uiteindelijk werd afgewezen; in plaats daarvan riep men de aanhangers op om op te rukken naar het koninklijk paleis.

### Herstel parlement en revolutie

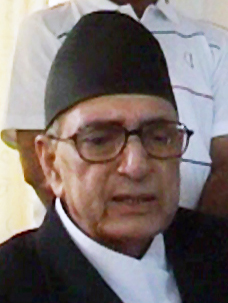
Girija Prasad Koirala werd het eerste niet-koninklijke staatshoofd

Onder deze druk herstelde koning Gyanendra op 24 april de bevoegdheden van het parlement. Voor het eerst toonde hij ook empathie voor de omgekomen demonstranten waar hem eerst volkomen gevoelloosheid werd verweten. Maar hij repte nog niet over een grondwetgevende vergadering. De oppositiepartijen onthaalden deze concessie zeer positief en beëindigden op 25 april hun protest. Dit was de maoïsten aanvankelijk onvoldoende: men eiste de afschaffing van de monarchie en de instelling van een grondwetgevende vergadering, en dreigde de wapens op te nemen als hier niet aan voldaan werd. Op 26 april ging men toch akkoord met een drie maanden durende wapenstilstand om het democratische proces een kans te geven. De volgende dag benoemde Gyanendra Koirala tot premier van een door de zeven partijen voorgestelde interim-regering. Op 18 mei tekende de interim-regering een akte die het parlement een leger van 90.000 soldaten gaf, het Nepalese koningshuis de meeste rechten ontnam en enkele verplichtingen stelde, en de hindoeïstische staatsgodsdienst afschafte om een seculiere staat in te stellen. In de interim-grondwet van januari 2007 verviel zelfs de ceremoniële rol van de koning; premier Koirala was tijdelijk ook staatshoofd, zonder officieel 'president' te heten. Op 21 november 2006 werd tussen de regering en de maoïstische rebellen een definitieve vredesovereenkomst gesloten die de burgeroorlog formeel beëindigde. Uiteindelijk werd in 2008 ook de monarchie afgeschaft en Nepal werd een federale republiek.